# サマネ
サマネ（リトアニア語: Samanė）は、リトアニア共和国産のライ麦100％ウォッカ。

## 概要
「サマネ」とは自家製密造酒の意味で、長い間秘かに愛飲されていた。1998年からALITA社が製造販売権を取得し合法的に造っている。度数は50%と高く冷蔵庫で冷やしたものをストレートかロックで飲むとライ麦の香りが楽しめ、素朴な穀物の風味がする。醤油味の日本的なおつまみにもよく合う。栓を開け、手に1滴たらして手を擦るとライ麦パンを割った香りがする。
サマネをオークチップで熟成させ、カラメルを加えたアズオリン・サマネというものもある。